# 清順治五年戊子科浙江鄉試舉人列表
清順治五年戊子科浙江鄉試，為清朝順治五年（1648年）的浙江地區鄉試，此為清朝建制以來第二次浙江省的鄉試。按照舊例，此科有107人中試。
鄉試中試者稱為“舉人”，有資格參加會試和殿试。

## 考官
- 主考官：陳爌，河南孟津縣人
- 副考官：杜立德，河南洛陽府人

## 中試舉人名單
1. 王嗣皋，慈谿人
2. 錢君銓，平湖人
3. 汪繼昌，嘉興人
4. 王慶章，山陰人
5. 陸函，仁和；
6. 周會發，慈谿人
7. 壽肇基，諸暨
8. 顧虞龍，上虞
9. 唐彥表，桐鄉
10. 謝重輝，上虞
11. 鄭光國，餘姚
12. 楊鼎，德清
13. 王勰，秀水；
14. 孫𨥭，嘉善；
15. 陸彪，烏程；
16. 王端宗，烏程；
17. 姚泰塤，上虞；
18. 鄔景從，餘姚；
19. 沈元荃，海寧；
20. 李熊，嘉興；
21. 周振瑗，嘉善；
22. 胡鶴翥，餘姚；
23. 馮遵祖，歸安；
24. 沈敘，錢塘；
25. 馬紹曾，平湖；
26. 黃自起，秀水；
27. 屠肅，嘉興；
28. 王廷宏，開化；
29. 項皋，餘姚；
30. 徐上扶，鄞縣；
31. 周沛生，山陰；
32. 張以曜，桐鄉；
33. 查蜚英，海寧；
34. 繆徵尹，錢塘；
35. 施煒，歸安；
36. 王曜功，錢塘；
37. 尹衡，歸安；
38. 章金范，德清；
39. 陳增新，嘉善；
40. 駱凝禎，義烏；
41. 郭宗儀，海寧；
42. 王召，烏程；
43. 俞思舜，臨安；
44. 董允憕，鄞縣；
45. 徐友貞，海鹽；
46. 陳敱永，海寧；
47. 馮肇枏，會稽；
48. 何鈜度，臨海；
49. 湯棻，桐鄉；
50. 張翼，鄞縣；
51. 季友，臨海；
52. 勞俶衍，石門；
53. 周王褒，會稽；
54. 朱宗元，鄞縣；
55. 呂應鍾，嘉興；
56. 李元烇，歸安；
57. 朱旂，嘉興；
58. 虞士彥，德清；
59. 李禧熊，仁和；
60. 魏學渠，嘉善；
61. 章天生，金華；
62. 郭裒采，石門；
63. 張嶷，秀水；
64. 徐岱，餘姚；
65. 姚工亮，嵊縣；
66. 茹鉉，山陰；
67. 戎上德，鄞縣；
68. 鄒璜，桐鄉；
69. 丁景鴻，仁和；
70. 吳涵，錢塘；
71. 江溥，嘉興；
72. 吳琴，錢塘；
73. 傅感丁，錢塘；
74. 洪若皋，臨海；
75. 朱宗文，海鹽；
76. 沈大觀，仁和；
77. 唐賡堯，會稽；
78. 周日庠，歸安；
79. 楊汝珩，桐鄉；
80. 方學望，新城；
81. 章平事，諸暨；
82. 王紹貞，餘杭；
83. 周宸藻，嘉善；
84. 王雲鳳，分水；
85. 趙忠春，東陽；
86. 祝文震，海鹽；
87. 舒暢，武康；
88. 夏復，餘姚；
89. 范光遇，鄞縣；
90. 徐鴻彰，嘉興；
91. 魏允枚，嘉善；
92. 李元震，建德；
93. 張我樸，嘉善；
94. 孫承鱗，臨海；
95. 屠粹忠，鄞縣；
96. 高基重，嘉興；
97. 胡應㵢，臨安；
98. 祝翼亮，海鹽；
99. 許日琮，仁和；
100. 余廉徵，瑞安；
101. 陳泰和，建德；
102. 楊許玉，德清；
103. 何元英，秀水；
104. 顧名俊，仁和；
105. 沈居燮，烏程；
106. 姚深，秀水；
107. 沈令式，海寧。